# Amphoe Pa Daet
Amphoe Pa Daet (in Thai: อำเภอ ป่าแดด, Aussprache: ʔāmpʰɤ̄ː pàː dɛ̀ːt) ist ein Landkreis (Amphoe – Verwaltungs-Distrikt) der Provinz Chiang Rai. Die Provinz Chiang Rai liegt im äußersten Norden der Nordregion von Thailand.

## Geographie
Benachbarte Landkreise (von Westen im Uhrzeigersinn): die Amphoe Phan, Mueang Chiang Rai und Thoeng der Provinz Chiang Rai, sowie Chun, Dok Khamtai, Phu Kamyao, Mueang Phayao und Mae Chai der Provinz Phayao.

## Geschichte
Der Kreis wurde am 1. Juni 1969 als „Zweigkreis“ (King Amphoe) gegründet, bestehend aus dem einzelnen Tambon Pa Daet. Am 21. August 1975 erhielt Pa Daet den vollen Amphoe-Status.

## Verwaltung

### Provinzverwaltung
Der Landkreis Pa Daet ist in fünf Tambon („Unterbezirke“ oder „Gemeinden“) eingeteilt, die sich weiter in 58 Muban („Dörfer“) unterteilen.
| Nr. | Name         | Thai     | Muban | Einw. |
| --- | ------------ | -------- | ----- | ----- |
| 01. | Pa Daet      | ป่าแดด    | 12    | 6.484 |
| 02. | Pa Ngae      | ป่าแงะ    | 18    | 7.892 |
| 03. | San Makha    | สันมะค่า   | 08    | 5.131 |
| 05. | Rong Chang   | โรงช้าง   | 12    | 4.780 |
| 06. | Si Pho Ngoen | ศรีโพธิ์เงิน | 08    | 2.003 |

Hinweis: der Geocode 4 ist nicht vergeben.

### Lokalverwaltung
Es gibt fünf Kommunen mit „Kleinstadt“-Status (Thesaban Tambon) im Landkreis:
- San Makha (Thai: เทศบาลตำบลสันมะค่า) bestehend aus dem kompletten Tambon San Makha.
- Rong Chang (Thai: เทศบาลตำบลโรงช้าง) bestehend aus dem kompletten Tambon Rong Chang.
- Si Pho Ngoen (Thai: เทศบาลตำบลศรีโพธิ์เงิน) bestehend aus dem kompletten Tambon Si Pho Ngoen.
- Pa Ngae (Thai: เทศบาลตำบลป่าแงะ) bestehend aus dem kompletten Tambon Pa Ngae.
- Pa Daet (Thai: เทศบาลตำบลป่าแดด) bestehend aus dem kompletten Tambon Pa Daet.